# A Nova kalandos regényei
A Nova kalandos regényei a Nova Irodalmi Intézet, Müller Dávid és fia, Müller Pál kiadóvállalatának könyvsorozata volt, amelynek keretében 1935-1942 között csaknem 200 regény, elsősorban krimi és vadnyugati történet jelent meg.
A sorozat szerkesztője és legaktívabb fordítója Tábori Kornél volt, aki korábban a Detektív Szemle című lap szerkesztője és sokak szerint „a magyar rendőri riportázs-irodalom nagytudású doyenje” volt.
A köteteket Radó István nyomdájában nyomtatták.

## A szerzők, fordítók
A sorozatban a kor híres és sikeres külföldi szerzőin kívül népszerű magyar ponyvaírók művei jelentek meg akkoriban már közismert angolszász hangzású álneveiken.
A szerzők között található Agatha Christie, Leslie Charteris, Peter Cheyney, Erle Stanley Gardner valamint Robert Heymann Fred Roberts és Robert Arden írói álnevén. Frederick Schiller Faust többnyire legismertebb írói nevén mint Max Brand illetve néhány regénye másik közismert álnevén (George Owen Baxter) jelent meg.
A magyarok között Rejtő P. Howard, Barsi Ödön E. A. Rodriguez álneveken, Nagy Károly Charles Lorre-ként.
A legtöbb regénye Rejtőnek, Robert Heymann-nek (mint Fred Roberts illetve Robert Arden) és Leslie Charterisnek jelent meg a sorozatban.
A fordítók között több neves magyar szerzőt is találhatunk, mint Rejtő Jenő, Aszlányi Károly vagy Vécsey Leó. Sok kötetet fordított a sorozat szerkesztője, Tábori Kornél és idősebbik fia, Tábori Pál többnyire Barlay Péter álnéven. (György csupán hármat Tábory György, egyet eredeti névváltozattal.)

## Jellemzői
A rajzos borítóterveket mint a Nova többi kiadványánál is, Pályi Jenő készítette. A kötetek kezdetben sárga háttérrel jelentek meg. Felső sávban eleinte fekete, majd általában piros, ritkábban sárga háttérrel csupa nagybetűvel a szerző nevével. A címet kézírásra emlékeztető betűtípussal tüntették fel. Fekete gyűrűben fehér háttérrel az ár: 1 pengő. (Később a borító hátoldalán.) Fekete téglalapban a sorozatcím: A NOVA kalandos regényei. Egy időben (1941) ebben álló fehér téglalapban lett feltüntetve az 1 pengős ár. A borítók hátlapján a tervezett következő szám hirdetése olvasható.

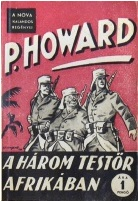
Az újabb kiadású kötetek (A három testőr Afrikában, 1940)

1941-ben a borítót megváltoztatták. Így 149. kötete, Peter Cheyney Kártyabanditák című regénye már új külsővel jelent meg. A háttér színét pirosra változtatták. Ferde felirattal a szerző, alul fekete sávban a cím látható.
A kötetek mérete 17.5 x 12 cm, terjedelme kezdetben 192-224 oldal, később általában 160 oldal körüli.
Leslie Charteris Angyal regényeinél a borítón megjelent a jól ismert glóriás pálcikafigura.
Néhány regényt 2. kiadásként újra megjelentettek, de ezek az eredeti sorszámával jelentek meg, másokat viszont a Nova 58 filléres sorozatában adtak ki újra.
A Ponyvarendelet életbelépése után a sorozatot nem lehetett nyereséggel folytatni. A második világháború után néhány korábbi kiadvány harmadik kiadása jelent meg a kiadó államosítása előtt.
Néhány regény megtévesztő külalakban sőt a sorozatcím feltüntetésével magánkiadásban jelent meg. Például Leslie Charteris Angyal Miamiban című regénye illetve több Peter Cheyney regény. Illetve a Fapadoskönyv Kiadó egyes kiadványainál (pl. E. A. Rodriguez (Barsi Ödön) A szárnyas penge, 2011).

## A sorozat kötetei
| Szám   | Év   | Író                        | Írói álnév, névváltozat | Cím (eredeti cím); fordító | Oldal | Műfaj                        |
| ------ | ---- | -------------------------- | ----------------------- | --- | ----- | ---------------------------- |
| 1.     | 1935 | Grey, Zane                 |                         | Leányrablás a vadonban (The U.P. Trail); fordította: Tábori Kornél                                                               |       | vadnyugati                   |
| 2.     | 1935 | Holt, Gavin                |                         | A halál színpadra lép (); fordította: Torday György                                                                              | 224   | bűnügyi?, borító: Pályi Jenő |
| 2.???  | 1935 | Faust, Frederick Schiller  | Baxter, George Owen     | A sátán cimborája (); fordította: Barlay Péter (Tábori Pál)                                                                      | ?     | vadnyugati                   |
| 3.     |      |                            |                         | |       |                              |
| 4.     | 1935 | Gardner, Erle Stanley      |                         | A hamis üvegszem esete (The Case of the Counterfeit Eye); fordította: Tábori Pál                                                 | 224   | bűnügyi                      |
| 5.???  | 1935 | Faust, Frederick Schiller  | Baxter, George Owen     | A vágtató árnyék (); fordította: Torday György                                                                                   | ?     | vadnyugati                   |
| 6.     | 1935 | Charteris, Leslie          |                         | A szőke bosszú (She Was a Lady); fordította: Aszlányi Károly                                                                     | 207   | bűnügyi                      |
| 7.     | 1935 | Biggers, Earl Derr         | Biggers, Earl           | Különös biztosítás (Love Insurance); fordította: Tábori Pál                                                                      | 220   | bűnügyi                      |
| 8.     | 1935 | Faust, Frederick Schiller  | Baxter, George Owen     | Törvényen kívül (Free Range Lanning); fordította: Torday György                                                                  | 222   |                              |
| 9.     | 1935 | Gregory, Jackson           |                         | A vadnyugat vándora (Rapidan); fordította: Margittay György                                                                      | 224   | vadnyugati                   |
| 10.    | 1935 | Charteris, Leslie          |                         | Izgalom a fürdőhelyen (Meet the Tiger); fordította: Aszlányi Károly                                                              | 203   | bűnügyi                      |
| 11.    | 1935 | Faust, Frederick Schiller  | Baxter, G. O.           | Embervadászok (The Long Long Trail); fordította: Tábori Kornél                                                                   | 219   |                              |
| 12.    | 1935 | Packard, Frank Lucius      | Packard, F. L.          | A kék banda – Jimmie Dale újabb kalandjai(Jimmie Dale and Blue Envelope Murder, 1930); fordította: Torday György                 | 221   | kaland                       |
| 13.    | 1935 | Winchester, Clarence       | Winchester              | Pipogya fráter (The Coward); fordította: Aszlányi Károly                                                                         | 200   |                              |
| 14.    | 1936 | Charteris, Leslie          |                         | Az Angyal New Yorkban; fordította: Torday György                                                                                 | 221   | bűnügyi                      |
| 15.??? | 1936 | Faust, Frederick Schiller  | Baxter, George Owen     | Az elnémult revolver (); fordította: Barlay Péter (Tábori Pál)                                                                   | ?     | vadnyugati                   |
| 16.    | 1936 | Deszberg, Simon            | Desberry, L. H.         | A kék sugár (Der blaue Strahl); fordította: Darvas S. László                                                                     | 221   |                              |
| 17.    | 1936 | Faust, Frederick Schiller  | Baxter, George Owen     | A suttogó végzet (The Whispering Outlaw); fordította: Tábori Kornél                                                              | 194   |                              |
| 18.    | 1936 | Barsi Ödön                 | Rodriguez, E. A.        | A vörös skorpió | 222   | kaland                       |
| 19.    | 1936 | Raine, William MacLeod     | Raine, W. MacLeod       | Clay Ballard bosszúja (The Valiant); fordította: Tábori Kornél                                                                   | 206   |                              |
| 20.    | 1936 | Packard, Frank Lucius      | Packard, F. L.          | A szürke jel – Jimmie Dale újabb kalandjai (The Further Adventures of Jimmie Dale); fordította: Barlay Péter (Tábori Pál)        | 223   |                              |
| 21.    | 1936 | Faust, Frederick Schiller  | Baxter, Georg Owen      | A prérik vörös ördöge (The Red Devil of the Ranch); fordította: Török Iván                                                       | 205   |                              |
| 22.    | 1936 | Meynell, Lawrence W.       | Meynell, L. W.          | A kék toll (Bluefeather); fordította: Braun Soma                                                                                 | 220   |                              |
| 23.    | 1936 | Winchester, Clarence       | Winchester              | A sasok fia (The Son of the Eagle); fordította: Aszlányi Károly                                                                  | 188   |                              |
| 24.    | 1936 | Haggard, H. Rider          | Haggard, Rider          | A nap szüze (The Virgin of the Sun); fordította: Torday György                                                                   | 212   |                              |
| 25.    | 1936 | Packard, Frank Lucius      | Packard, F. L.          | Jimmie Dale és a fantom (The Jimmie Dale and the Phanton Clue); fordította: Torday György                                        | 204   |                              |
| 26.    | 1936 | Rejtő Jenő                 | Howard, P.              | A pokol zsoldosai | 202   | légiós                       |
| 26.    | 1941 | Rejtő Jenő                 | Howard, P.              | A pokol zsoldosai; 2. kiadás | 160   | légiós                       |
| 27.    | 1936 | Holt, Gavin                |                         | A halálgolyók (Black Bullets); Torday György                                                                                     | 224   |                              |
| 28.    | 1936 | Barsi Ödön                 | Rodriguez, E. A.        | A skorpió bandája | 204   |                              |
| 29.    | 1936 | Packard, Frank Lucius      | Packard, F. L.          | Vészharang kisasszony – Jimmie Dale legújabb kalandjai (Jimmie Dale and the Missing Hour); fordította: Barlay Péter (Tábori Pál) | 208   |                              |
| 30.    | 1937 | Benjamin, Arnold Alexander | Alexander, Arno         | Vigyázat! Holtvágány! (Achtung! Totes Gleis); fordította: Torday György                                                          | 205   | bűnügyi                      |
| 31.    | 1936 | Charteris, Leslie          |                         | Hárman az ördög ellen (Az Angyal újabb kalandjai); fordította: Tábori Pál Dr.                                                    | 206   | bűnügyi                      |
| 32.    | 1936 | Faust, Frederick Schiller  | Baxter, George Owen     | Arizona, a vakmerő (The Rangeland Avenger); fordította: Barlay Péter (Tábori Pál)                                                | 203   |                              |
| 33.    | 1936 | Benjamin, Arnold Alexander | Alexander, Arno         | Wang Ho (Wang Ho); fordította: Braun Soma                                                                                        | 208   |                              |
| 34.    | 1937 | Charteris, Leslie          |                         | Párbaj az ördöggel (The Last Hero); fordította: Tábori Pál                                                                       | 206   | bűnügyi                      |
| 35.    | 1937 | Heymann, Robert            | Arden, Robert           | Texasi kaland (Episode in Texas); fordította: Tábori Kornél                                                                      | 206   |                              |
| 36.    | 1937 | Heymann, Robert            | Roberts, Fred           | A rio-grande-i száműzött; fordította: Torday György                                                                              | 206   |                              |
| 37.    | 1937 | Benjamin, Arnold Alexander | Alexander, Arno         | Káró király; fordította: Emődi Hajós Zsuzsa                                                                                      | 188   |                              |
| 38.    | 1937 | Heymann, Robert            | Roberts, Fred           | Tex Connell, a bosszúálló; fordította: Torday György                                                                             | 190   |                              |
| 39.    | 1937 | Weinert-Wilton, Louis      | Weinert-Wilton          | A „Zöld Kígyó” szövetsége; fordította: Torday György                                                                             | 192   |                              |
| 40.    | 1937 | Heymann, Robert            | Roberts, Fred           | Az ördög lovasai; fordította: Emődi Hajós Zsuzsa                                                                                 | 189   |                              |
| 41.    | 1937 | Weinert-Wilton, Louis      | Weinert-Wilton          | Párduckarmok; fordította: L. Vértes Lenke                                                                                        | 192   |                              |
| 42.    | 1937 | Heymann, Robert            | Arden, R.               | A paradisoi csapda; fordította: Biró Kálmán                                                                                      | 186   |                              |
| 43.    | 1937 | Charteris, Leslie          |                         | Halálos hajsza – az Angyal újabb kalandjai (Knight Templar); fordította: Tábori Pál                                              | 190   | bűnügyi                      |
| 44.    | 1937 | Heymann, Robert            | Roberts, Fred           | A borzalom földje; fordította: V. Nagy Kornél                                                                                    | 192   |                              |
| 45.    | 1937 | Wheatley, Dennis           |                         | A stambuli eunuch (The Eunuch of Stamboul); fordította: Torday György                                                            | 187   |                              |
| 46.    | 1937 | Faust, Frederick Schiller  | Baxter, George Owen     | King Charley, a csavargó; fordította: Barlay Péter (Tábori Pál)                                                                  | 191   |                              |
| 47.    | 1938 | Heymann, Robert            | Arden, R.               | Villámkezű Buck; fordította: Szabó Iván                                                                                          | 191   | vadnyugati                   |
| 48.    | 1938 | Dominik, Hans              |                         | A hármak hatalma; fordította: Emődi Hajós Zsuzsa                                                                                 | 206   |                              |
| 49.    | 1938 | Heymann, Robert            | Roberts, Fred           | A végvidék törvénye; fordította: Simkó Elemér                                                                                    | 192   |                              |
| 50.    | 1938 | Wheatley, Dennis           |                         | A sátán elszabadul (The Devil Rides Out); fordította: Torday György                                                              | 192   | kaland                       |
| 51.    | 1937 | Heymann, Robert            | Roberts, Fred           | A revolverhős fia; fordította: V. Nagy Kornél                                                                                    | 192   |                              |
| 52.    | 1937 | Rejtő Jenő                 | Howard, P.              | Menni, vagy meghalni | 191   | légiós EK                    |
| 52.    | 1941 | Rejtő Jenő                 | Howard, P.              | Menni, vagy meghalni; 2. kiadás                                                                                                  | 160   | légiós                       |
| 53.    | 1938 | Heymann, Robert            | Roberts, Fred           | Arizónai lovasok; fordította: Takács István                                                                                      | 190   |                              |
| 54.    | 1937 | Charteris, Leslie          |                         | Kincsek a tengerben; fordította: Dr. Tábori Pál                                                                                  | 192   | bűnügyi                      |
| 55.    | 1938 | Heymann, Robert            | Roberts, Fred           | Az irgalom völgye; fordította: Emődi Hajós Zsuzsa                                                                                | 192   |                              |
| 56.    | 1937 | Mason, F. Van Wyck         | Mason, Van Wyck         | A sárga nyíl (The Yellow Arrow Murders); fordította: Torday György                                                               | 186   |                              |
| 57.    | 1937 | Heymann, Robert            | Roberts, Fred           | Kid, a cowboy; fordította: Szabó Iván                                                                                            | 189   | vadnyugati                   |
| 58.    | 1937 | Abbot, Anthony             |                         | Az áldozat a gyilkos (Murder of a Man Afraid of Women); fordította: Torday György                                                | 191   | bűnügyi                      |
| 59.    | 1938 | Packard, Frank Lucius      | Packard, Frank L.       | A sárkány torkában (The Dragon's Jaws); fordította: Torday György                                                                | 192   |                              |
| 60.    | 1938 | Heymann, Robert            | Roberts, Fred           | A bánya ördögei; fordította: Tábori Kornél                                                                                       | 192   |                              |
| 61.    | 1938 | Latimer, Jonathan          |                         | Rejtély a halottasházban (The Lady in the Morgue); fordította: Torday György                                                     | 192   |                              |
| 62.    | 1938 | Heymann, Robert            | Roberts, Fred           | A bosszú útja; fordította: Emődi Hajós Zsuzsa                                                                                    | 192   |                              |
| 63.    | 1938 | Croft-Cooke, Rupert        | Bruce, Leo              | Zárt ajtók mögött (The Case for Three Detectives); fordította: Barlay Péter (Tábori Pál)                                         | 192   | bűnügyi                      |
| 64.    | 1938 | Barsi Ödön                 | Rodriguez, E. A.        | A sátán fia | 192   | bűnügyi                      |
| 65.    | 1938 | Heymann, Robert            | Roberts, Fred           | A halálvölgy titka; fordította: Simkó Elemér                                                                                     | 192   |                              |
| 66.    | 1938 | Latimer, Jonathan          |                         | A végzet előszobája (Headed for a Hearse); fordította: Tábori Pál                                                                | 192   |                              |
| 67.    | 1938 | Heymann, Robert            | Roberts, Fred           | Erdei farkasok; fordította: Emődi Hajós Zsuzsa                                                                                   | 190   |                              |
| 68.    | 1938 | Rejtő Jenő                 | Howard, P.              | A fehér folt | 190   | kaland, romantikus           |
| 68.    | 1942 | Rejtő Jenő                 | Howard, P.              | A fehér folt; 2. kiadás | 160   | kaland, romantikus           |
| 69.    | 1938 | Faust, Frederick Schiller  | Baxter, George Owen     | Az utolsó golyóig ...; fordította: Rejtő Jenő                                                                                    | 190   |                              |
| 70.    | 1938 | Heymann, Robert            | Roberts, Fred           | Hoot Dee, az üldözött; fordította: Emődi Hajós Zsuzsa                                                                            | 192   | vadnyugati                   |
| 71.    | 1938 | Tobos, A.                  |                         | A sánta koldus; fordította: E. Hajós György                                                                                      | 188   |                              |
| 72.    | 1938 | Rejtő Jenő                 | Howard, P.              | Az elveszett cirkáló | 190   | kaland                       |
| 72.    | 1941 | Rejtő Jenő                 | Howard, P.              | Az elveszett cirkáló; 2. kiadás                                                                                                  | 160   | kaland                       |
| 73.    | 1938 | Heymann, Robert            | Roberts, Fred           | A nagy leszámolás; fordította: Tábory Mihály                                                                                     | 190   |                              |
| 74.    | 1938 | Tobos, A.                  |                         | A nagyváros árnyai; fordította: Torday György                                                                                    | 190   |                              |
| 75.    | 1938 | Barsi Ödön                 | Rodriguez, E. A.        | A sugárzó holttest | 191   | bűnügyi                      |
| 76.    | 1938 | Heymann, Robert            | Roberts, Fred           | A bosszú árnyékában; fordította: Rejtő Jenő                                                                                      | 190   | vadnyugati                   |
| 77.    | 1938 | Verner, Gerald             |                         | „Fekete koponya” (Black Skull); fordította: Emődi Hajós Zsuzsa                                                                   | 190   |                              |
| 78.    | 1938 | Tobos, A.                  |                         | A „Tizenhármak”; fordította: Emődi Hajós Zsuzsa                                                                                  | 189   |                              |
| 79.    | 1939 | Heymann, Robert            | Roberts, Fred           | A bársony álarc; fordította: Torday György                                                                                       | 192   | vadnyugati                   |
| 80.    | 1939 | Verner, Gerald             |                         | A rémületes Jolly Joker; fordította: Emődi Hajós Zsuzsa                                                                          | 191   | bűnügyi                      |
| 81.    | 1939 | Rejtő Jenő                 | Howard, P.              | A szőke ciklon | 192   |                              |
| 81.    | 1941 | Rejtő Jenő                 | Howard, P.              | A szőke ciklon; 2. kiadás | 160   |                              |
| 82.    | 1939 | Verner, Gerald             |                         | A Themse kalózai; fordította: Emődi Hajós Zsuzsa                                                                                 | 190   |                              |
| 83.    | 1939 | Heymann, Robert            | Roberts, Fred           | Lótolvajok a határon; fordította: Torday György                                                                                  | 190   |                              |
| 84.    | 1939 | Train, Arthur              |                         | Félmillió dollár váltságdíj (Manhattan Murder); fordította: Thury Gábor                                                          | 190   |                              |
| 85.    | 1939 | Faust, Frederick Schiller  | Baxter, George Owen     | A Colorado aranya; fordította: Tábory Mihály                                                                                     | 192   |                              |
| 86.    | 1939 | Verner, Gerald             |                         | A fekete zsoké; fordította: Hajdu György                                                                                         | 192   |                              |
| 87.    | 1939 | Heymann, Robert            | Roberts, Fred           | 20.000 dollár élve vagy halva; fordította: Emődi Hajós Zsuzsa                                                                    | 192   |                              |
| 88.    | 1939 | Rejtő Jenő                 | Howard, P.              | Bradley Tamás visszaüt | 185   | légiós                       |
| 88.    | 1941 | Rejtő Jenő                 | Howard, P.              | Bradley Tamás visszaüt; 2. kiadás                                                                                                | 160   | légiós                       |
| 89.    | 1939 | Rejtő Jenő                 | Lavery, Gibson          | A Nevada szelleme | 191   | vadnyugati                   |
| 90.    | 1939 | Tobos, A.                  |                         | A pénz hiénái; fordította: Simkó Elemér                                                                                          | 192   |                              |
| 91.    | 1939 | Bennet, Robert Ames        |                         | A halálerdő árnyai (The Deadwood Trail); fordította: Torday György                                                               | 192   | vadnyugati                   |
| 92.    | 1939 | Verner, Gerald             |                         | A hóhér; fordította: Emődi Hajós Zsuzsa                                                                                          | 192   |                              |
| 93.    | 1939 | Rejtő Jenő                 | Howard, P.              | Az előretolt helyőrség | 192   | légiós                       |
| 93.    | 1941 | Rejtő Jenő                 | Howard, P.              | Az előretolt helyőrség; 2. kiadás                                                                                                | 188   | légiós                       |
| 94.    | 1939 | Rejtő Jenő                 | Lavery, Gibson          | Pokol a hegyek között | 192   | vadnyugati                   |
| 95.    | 1939 | Heymann, Robert            | Roberts, Fred           | Horace Bartlett, az ezüstkirály; fordította: Hajdu György                                                                        | 192   |                              |
| 96.    | 1939 | Rejtő Jenő                 | Howard, P.              | A láthatatlan légió | 192   | légiós                       |
| 96.    | 1941 | Rejtő Jenő                 | Howard, P.              | A láthatatlan légió; 2. kiadás                                                                                                   | 160   | légiós                       |
| 97.    | 1939 | Heymann, Robert            | Arden, R.               | Csendélet Huntonban; fordította: Hajdu György                                                                                    | 192   |                              |
| 98.    | 1939 | Barsi Ödön                 | Rodriguez, E. A.        | Az úszó halál | 192   | bűnügyi                      |
| 99.    | 1939 | Rejtő Jenő                 | Lavery, Gibson          | Texas Bill, a fenegyerek | 191   |                              |
| 100.   | 1939 | Verner, Gerald             |                         | A rémület városa; fordította: Hajdu György                                                                                       | 191   |                              |
| 101.   | 1939 | Rejtő Jenő                 | Howard, P.              | Vesztegzár a Grand Hotelben | 192   | kaland                       |
| 101.   | 1941 | Rejtő Jenő                 | Howard, P.              | Vesztegzár a Grand Hotelben; 2. kiadás                                                                                           | 159   | kaland, borító: Pályi Jenő   |
| 102.   | 1939 | Heymann, Robert            | Roberts, Fred           | Fegyver nélkül... ; fordította: Hajós Dezső                                                                                      | 190   |                              |
| 103.   | 1940 | Packard, Frank Lucius      | Packard, Frank L.       | A maláji embervadászok (The Gold Skull Murders); fordította: Torday György                                                       | 187   |                              |
| 104.   | 1940 | Richard, Karl              |                         | Az arizonai véreb; fordította: Emődi Hajós Zsuzsa                                                                                | 192   |                              |
| 105.   | 1940 | Rejtő Jenő                 | Howard, P.              | Az elátkozott part | 192   | légiós                       |
| 105.   | 1941 | Rejtő Jenő                 | Howard, P.              | Az elátkozott part; 2. kiadás | 176   | légiós                       |
| 106.   | 1940 | Mowery, William Byron      |                         | Kanadai őrjárat (Singer of the Wilderness); fordította: Tábori Pál                                                               | 191   |                              |
| 107.   | 1940 | Mason, F. Van Wyck         |                         | A zöld kísértet (The Washington Legation Murder); fordította: Csernyák Tyra                                                      | 91    |                              |
| 108.   | 1940 | Heymann, Robert            | Roberts, Fred           | A vadnyugat hiénái; fordította: Magyar Dezső                                                                                     | 192   | vadnyugati                   |
| 109.   | 1940 | Charteris, Leslie          |                         | 400.000 font főnyeremény (The Saint Bids Diamonds); fordította: Dr. Tábori Pál                                                   | 192   | bűnügyi                      |
| 110.   | 1940 | Kaufmann, Charlotte        | Stahl, Herbert          | Blandoom, a bandita (Das Mädchen aus der Wüste); fordította: H. Molnár Dezső                                                     | 192   |                              |
| 111.   | 1940 | Latimer, Jonathan          |                         | Rejtély Miamiban (The Dead Don't Care); fordította: Torday György                                                                | 191   |                              |
| 112.   | 1940 | Kaufmann, Charlotte        | Stahl, Herbert          | A Fehér Szakadék gyilkosa (Die Farm am wilden Fluss); fordította: Hajós Dezső                                                    | 190   | vadnyugati                   |
| 113.   | 1940 | Cheyney, Peter             |                         | A közveszélyes ember (This Man is Dangerous); fordította: Tábori Kornél                                                          | 190   | bűnügyi                      |
| 114.   | 1940 | Christie, Agatha           |                         | Hercule Poirot munkában; fordította: V. Nagy Kornél                                                                              | 190   | bűnügyi                      |
| 115.   | 1940 | Heymann, Robert            | Roberts, Fred           | Nyomról nyomra (Die letze Patrone); fordította: H. Molnár Dezső                                                                  | 190   |                              |
| 116.   | 1940 | Rejtő Jenő                 | Howard, P.              | Piszkos Fred, a kapitány | 192   |                              |
| 117.   | 1941 | Rejtő Jenő                 | Howard, P.              | Piszkos Fred, a kapitány; 2. kiadás                                                                                              | 160   |                              |
| 117.   | 1942 | Rejtő Jenő                 | Howard, P.              | Piszkos Fred, a kapitány; 3. kiadás                                                                                              | 160   |                              |
| 117.   | 1940 | Cheyney, Peter             |                         | Aranyrablás az óceánon (Poison Ivy); fordította: Tábori Kornél                                                                   | 190   | bűnügyi                      |
| 118.   | 1940 | Rejtő Jenő                 | Lavery, Gibson          | Tigrisvér... | 192   |                              |
| 119.   | 1940 | Rejtő Jenő                 | Howard, P.              | A három testőr Afrikában | 192   | légiós                       |
| 119.   | 1941 | Rejtő Jenő                 | Howard, P.              | A három testőr Afrikában; 2. kiadás                                                                                              | 176   | légiós                       |
| 120.   | 1940 | Heymann, Robert            | Roberts, Fred           | Jerry közbelép (Glück gehabt, Jerry); fordította: Hajdu György                                                                   | 189   |                              |
| 121.   | 1940 | Christie, Agatha           |                         | A néma tanú (Dumb Witness); fordította: V. Nagy Kornél                                                                           | 192   | bűnügyi                      |
| 122.   | 1940 | Cheyney, Peter             |                         | A hamis kötvények (The Dames Don't Care); fordította: Tábori Kornél                                                              | 190   | bűnügyi                      |
| 123.   | 1940 | Heymann, Robert            | Arden, Robert           | Az arany rabszolgái (Gold in New Frisco); fordította: Emődi Hajós Zsuzsa                                                         | 190   |                              |
| 124.   | 1940 | Packard, Frank Lucius      | Packard, Frank L.       | Tigriskarom (Tiger Claws); fordította: Torday György                                                                             | 186   |                              |
| 125.   | 1940 | Rejtő Jenő                 | Howard, P.              | A 14 karátos autó | 208   | légiós EK                    |
| 125.   | 1941 | Rejtő Jenő                 | Howard, P.              | A 14 karátos autó; 2. kiadás | 192   | légiós                       |
| 126.   | 1940 | Heymann, Robert            | Arden, Robert           | Berry Mexikóban (Sergeant Berry und der Zufall); fordította: Hajdu György                                                        | 192   |                              |
| 127.   | 1940 | McNeile, Herman Cyril      | Sapper                  | Knock out – Bulldog Drummond kalandja (Knock Out); fordította: Tábori Kornél                                                     | 188   |                              |
| 128.   | 1941 | Rejtő Jenő                 | Lavery, Gibson          | Nincs kegyelem | 158   |                              |
| 129.   | 1941 | Rejtő Jenő                 | Howard, P.              | A csontbrigád | 239   | légiós                       |
| 130.   | 1940 | Heymann, Robert            | Roberts, Fred           | Testvérháború; fordította: H. Molnár Dezső                                                                                       | 190   |                              |
| 131.   | 1940 | McNeile, Herman Cyril      | Sapper                  | Bulldog Drummond új kalandja (Challenge); fordította: Torday György                                                              | 189   |                              |
| 132.   | 1940 | Cheyney, Peter             |                         | A titkos hadigáz (Don't Get Me Wrong); fordította: Tábori Kornél                                                                 | 176   | bűnügyi                      |
| 133.   | 1940 | Pendexter, Hugh            | Pendexter               | Sötét utak (The Dark Road); fordította: Tábori Kornél                                                                            | 192   |                              |
| 134.   | 1940 | Heymann, Robert            | Arden, Robert           | Kalózok között; fordította: Emődi Hajós Zsuzsa                                                                                   | 190   | kaland, borító: Pályi Jenő   |
| 135.   | 1940 | Cheyney, Peter             |                         | Sürget a hóhér (The Urgent Hangman); fordította: Miklós Béla                                                                     | 174   | bűnügyi                      |
| 136.   | 1940 | McNeile, Herman Cyril      | Sapper                  | Bulldog Drummond titkos szolgálatban (Bulldog Drummond at Bay); fordította: Tábori Kornél                                        | 189   | bűnügyi                      |
| 137.   | 1941 | Spearman, Frank Hamilton   | Spearman, Frank         | A préri virága (Carmen of the Rancho); fordította: Torday György                                                                 | 189   |                              |
| 138.   | 1941 | Cullum, Ridgwell           |                         | Kanadai farkasok (One Who Kills); fordította: Tábori Kornél                                                                      | 192   |                              |
| 139.   | 1941 | Mowery, William Byron      |                         | Kanadai embervadász; fordította: Bodor György                                                                                    | 192   |                              |
| 140.   | 1941 | Heymann, Robert            | Arden, Robert           | Csempészúton; fordította: Emődi Hajós Zsuzsa                                                                                     | 190   |                              |
| 141.   | 1941 | Charteris, Leslie          |                         | Lesújt az Angyal (Prelude for War); fordította: Gergely György Dr. (Tábori Kornél)                                               | 176   | bűnügyi                      |
| 142.   | 1941 | Barsi Ödön                 | Rodriguez, E. A.        | A perui véreb | 176   | kaland                       |
| 143.   | 1941 | Pendexter, Hugh            |                         | A kárhozott lelkek völgye (The Gate Through the Mountain); fordította: Gergely György (Tábori Kornél)                            | 188   |                              |
| 144.   | 1941 | Cheyney, Peter             |                         | A kék sárkány (Can Ladies Kill?); fordította: Tábori György                                                                      | 173   | bűnügyi                      |
| 145.   | 1941 | Christie, Agatha           |                         | A láthatatlan hóhér (Ten Little Niggers); fordította: Vécsey Leó                                                                 | 189   | bűnügyi                      |
| 146.   | 1941 | Robertson, Frank C.        | Robertson, C. Frank     | Vigyázat! Törvényen kívüli; fordította: Torday György                                                                            | 176   |                              |
| 147.   | 1941 | Heymann, Robert            | Arden, Robert           | Az Amazon kalandora; fordította: Emődi Hajós Zsuzsa                                                                              | 186   | kaland, borító Pályi Jenő    |
| 148.   | 1941 | Mowery, William Byron      | Mowery, W. B.           | A bosszú nyomán (Vengeance Trail); fordította: Bodor György                                                                      | 192   |                              |
| 149.   | 1941 | Cheyney, Peter             |                         | Kártyabanditák (Dangerous Curves); fordította: Tábory György (Tábori György)                                                     | 190   | bűnügyi                      |
| 150.   | 1941 | Charteris, Leslie          |                         | Az Angyal új kalandjai (Alias the Saint); fordította: Tábori Kornél                                                              | 190   | bűnügyi                      |
| 151.   | 1941 | Robertson, Frank C.        |                         | Glen rendet csinál (Moose River Range); fordította: Gergely György Dr. (Tábori Kornél)                                           | 174   | vadnyugati                   |
| 152.   | 1941 | Kyle, Sefton               |                         | A vércse (The Hawk); fordította: Vécsey Leó                                                                                      | 192   |                              |
| 153.   | 1941 | Charteris, Leslie          |                         | Az Angyal elindul (Enter the Saint); fordította: Tábory György (Tábori György)                                                   | 190   | bűnügyi                      |
| 154.   | 1941 | Carr, John Dickson         | Dickson, Carter         | S. M. munkában (The White Priory Murders); fordította: Emődi Hajós Zsuzsa                                                        | 192   | bűnügyi                      |
| 155.   | 1941 | Sanders, Charles Wesley    |                         | Vadnyugati párbaj; fordította: Tábori Kornél                                                                                     | 174   | vadnyugati                   |
| 156.   | 1941 | Christie, Agatha           |                         | Hercule Poirot ismét munkában (Cards on the Table); fordította: Emődi Hajós Zsuzsa                                               | 190   | bűnügyi                      |
| 157.   | 1941 | Charteris, Leslie          |                         | Az Angyal beavatkozik (Once More the Saint); fordította: Tábori Kornél                                                           | 176   | bűnügyi                      |
| 158.   | 1941 | Robertson, Frank C.        |                         | Harc a folyómenti legelőért; fordította: Molnár János                                                                            | 176   |                              |
| 159.   | 1941 | Mowery, William Byron      | Mowery, W. B.           | A szerencsevadász; fordította: Gergely György (Tábori Kornél)                                                                    | 160   |                              |
| 160.   | 1941 | Carr, John Dickson         | Dickson, Carter         | Tíz teáscsésze (Ten Teacups); fordította: Emődi Hajós Zsuzsa                                                                     | 192   |                              |
| 161.   | 1941 | Christie, Agatha           |                         | Hercule Poirot téved...? (Three Act Tragedy); fordította: V. Nagy Kornél                                                         | 176   | bűnügyi                      |
| 162.   | 1941 | Charteris, Leslie          |                         | Mr. Teal lecsúszik (The Misfortunes of Mr. Teal); fordította: Tábori Kornél                                                      | 192   | bűnügyi                      |
| 163.   | 1941 | Turner, John Victor        | Hume, David             | Egy hajszálon múlt (Heads You Live); fordította: Hajós Dezső                                                                     | 176   |                              |
| 164.   |      | Rejtő Jenő                 | Howard, P.              | Vanek úr Párisban |       | Nem jelent meg.              |
| 165.   | 1941 | Sanders, Charles Wesley    |                         | A vadnyugat lovagja (Cavalier of the West); fordította: Tábori Kornél                                                            | 176   | vadnyugati                   |
| 166.   | 1941 | Charteris, Leslie          |                         | Az Angyal nyomoz (The Saint Goes On); fordította: Tábori Kornél                                                                  | 176   | bűnügyi                      |
| 167.   | 1941 | Turner, John Victor        | Hume, David             | Holtan hozzátok vissza! (Bring 'em Back Dead!); fordította: Tábori Kornél                                                        | 191   | bűnügyi                      |
| 168.   | 1941 | Rumpff, Heinz Ludwig       | Rumpff, H. L.           | Itt a gyémánt, hol a gyémánt? (Duell mit Diamanten); fordította: E. Hajós György                                                 | 173   |                              |
| 169.   | 1941 | Dunning, Hall              |                         | „Fehér Farkas” bosszúja (White-Wolf's Feud); fordította: Gyulai Árpád                                                            | 160   |                              |
| 170.   | 1941 | Charteris, Leslie          |                         | Rettegj alvilág! (Holy Terror); fordította: vitéz Gozmány László                                                                 | 176   | bűnügyi                      |
| 171.   | 1941 | Turner, John Victor        | Hume, David             | Aki nem tud meghalni (They Called Him Death); fordította: Tábori Kornél                                                          | 176   |                              |
| 172.   | 1942 | Graeme, Bruce              | Graeme, B.              | A rejtelmes kalapok (The Mistery of the Stolen Hats); fordította: Molnár János                                                   | 192   |                              |
| 173.   | 1942 | Cheyney, Peter             |                         | Asszony verve nem jó (You Can't Hit a Woman); fordította: Tábori Kornél                                                          | 160   | bűnügyi                      |
| 174.   | 1942 | Muir, Augustus             |                         | A bronzajtó (The Bronze Door); fordította: Tábori Kornél                                                                         | 160   |                              |
| 175.   | 1942 | Turner, John Victor        | Hume, David             | A babonák háza (Murders from Hours); fordította: Molnár János                                                                    | 160   | bűnügyi                      |
| 176.   | 1942 | Robertson, Frank C.        |                         | Az antleri kitaszított (The Outlaw of Antler); fordította: Molnár János                                                          | 160   |                              |
| 177.   | 1942 | Charteris, Leslie          |                         | Az Angyal háborúja (Featuring the Saint); fordította: vitéz Gozmány László                                                       | 160   | bűnügyi                      |
| 178.   | 1942 | Muir, Augustus             |                         | A titkos partner (The Silent Partner); fordította: Molnár János                                                                  | 160   |                              |
| 179.   | 1942 | Vickers, Roy               |                         | A Gorilla (Swell Garrick); fordította: Sándor Géza                                                                               | 160   | kaland                       |
| 180.   | 1942 | Turner, John Victor        | Hume, David             | A börtönajtó kitárul (The Gaol Gates Are Open); fordította: Bodor György                                                         | 157   | kaland                       |
| 181.   | 1942 | Kyle, Sefton               |                         | A vörös fácán (During His Majesty's Pleasure); fordította: Vécsey Leó                                                            | 158   |                              |
| 182.   | 1942 | Charteris, Leslie          |                         | Az ördögi repülőgép (Boodle); fordította: vitéz Gozmány László                                                                   | 160   | bűnügyi                      |
| 183.   | 1942 | Gull, Ranger               |                         | Az emberfejű holló; fordította: Molnár János                                                                                     | 158   |                              |
| 184.   | 1942 | Mason, F. Van Wyck         |                         | Kairói rejtelmek (The Cairo Garter Murders); fordította: Tábori Kornél                                                           | 158   |                              |
| 185.   | 1942 | Barsi Ödön                 | Hamilton, C.            | A fekete tövis | 160   |                              |
| 186.   | 1942 | Charteris, Leslie          |                         | Mr. Teal meglepődik (The Brighter Bucaner); fordította: Bodor György                                                             | 160   | bűnügyi                      |
| 187.   | 1942 | Sanders, Charles Wesley    |                         | Tűzön-vízen át (Hell and High Water); fordította: Emődi György                                                                   | 160   |                              |
| 188.   | 1942 | Muir, Augustus             |                         | Aki ellopta a koronaékszereket (The Man Who Stole the Crown Jewels); fordította: Illés Jenő                                      | 160   |                              |
| 189.   | 1942 | Nagy Károly                | Lorre, Charles          | Az ellopott légionista | 160   | légiós                       |
| 190.   | 1942 | Crofts, Freeman Wills      | Crofts, F. W.           | A szürke autó (The Box Office Murders); fordította: Bodor György                                                                 | 160   |                              |
| 191.   | 1942 | Turner, John Victor        | Hume, David             | A boxmeccsek szélhámosai (Below the Belt); fordította: Illés Jenő                                                                | 160   |                              |
| ?.     | 1942 | Charteris, Leslie          |                         | Az „Angyal” (The Ace of Knaves); fordította: vitéz Gozmány László                                                                |       | bűnügyi                      |
| ?.     | 1942 | Charteris, Leslie          |                         | A végzetes ajándék (X Esquire); fordította: vitéz Gozmány László                                                                 | 318   | bűnügyi                      |
| ?.     | 1946 | Rejtő Jenő                 | Howard, P.              | A láthatatlan légió; 3. kiadás                                                                                                   | 160   | légiós                       |
| ?.     | 1946 | Rejtő Jenő                 | Howard, P.              | A pokol zsoldosai; 3. kiadás | 157   | légiós                       |
| ?.     | 1947 | Rejtő Jenő                 | Howard, P.              | A szőke ciklon; 3. kiadás | 160   | kaland, borító Pályi Jenő    |
| ?.     | 1947 | Rejtő Jenő                 | Howard, P.              | Az előretolt helyőrség; 3. kiadás                                                                                                | 187   | légiós                       |
| ?.     | 1947 | Cheyney, Peter             |                         | Mr. Calligham (They Never Say When); fordította: Fülöp Zsigmond                                                                  | 156   | bűnügyi                      |